# My Major Company
My Major Company (estilizado como MCC o MyMajorCompany) es una compañía de música francés creado por fanes (un subconjunto de financiación en masa). Fue establecida en Francia en diciembre del 2007. Poco después, en abril de 2008, la compañía firmó un contrato de distribución con Warner Music Group en Francia por distribución y descargas de álbumes, asegurando una reducción del 20% para los propios artistas.
Una sede en Reino Unido fue abierta en octubre de 2010 en los mismos principios. Se prevé la apertura de otras sedes en diferentes países para así convertirse en una empresa internacional.
Los usuarios son capaces de invertir en artistas que recogen el retorno de las ventas de álbumes. My Major Company no solo actúa como una plataforma para ser elevado, pero también opera como un sello discográfico en pleno funcionamiento dirigido por profesional del sector.
En mayo de 2010, My Major Company también comenzó una nueva empresa My Major Company Books, en el cual los usuarios pueden ayudar a apoyar el lanzamiento de libros y otras obras de diversos escritores.  

## My Major Company (Francia)
Es un sello discográfico francés creado por fanes (un subconjunto de financiación en masa). Fue establecida en Francia en diciembre del 2007. Los fundadores fueron: Simon Istolainen, Michael Goldman, Sevan Barsikian, Anthony Marciano and Boris Pavlovic. Los directores son Michaël Goldman, Sevan Barsikian and Anthony Marciano. La compañía está establecida en París y ha adoptado el eslogan "La música es tu negocio". Las grandes historias de éxito en la compañía francesa son: Grégoire que tenía un álbum certificado como Disco de Diamante, Joyce Jonathan con un álbum certificado como Disco de Platino e Irma con un álbum certificado como Disco de Oro.
Junto a Spidarte, establecida en septiembre de 2007, es considerado líder pionero de financiamiento público en Francia. 

## My Major Company (UK)
My Major Company UK (estilizado como MMCUK o MMC) es un sello discográfico creado por fanes (un subconjunto de financiación en masa). Fue establecida en Reino Unido en octubre del 2010 basado en el mismo modelo de la sede en Francia. MCCUK es encabezado por Paul-Rene Albertini. Tiene varias diferencias claves de la plataforma de financiación como: Pledgemusic, Kickstarter y Sellaband. My Major Company UK tiene su propio departamento de A&R responsable de la búsqueda y la representación de nuevos talentos en el Reino Unido para el público.
El 21 de octubre de 2010, My Major Company fue lanzado oficial en Reino Unido. El 25 de octubre de 2012, Ivyrise recaudaron £100,000, cantidad suficiente para convertirse en la primera banda financiada en su totalidad en el Reino Unido. El proyecto fue financiado en un periodo de 4 días. El 26 de diciembre de 2010, Some Velvet Morning alcanzó la cantidad de £100,000 convirtiéndose en el segundo artista financiada en su totalidad en el Reino Unido.   

### Socios
- PIAS Recordings — Distribución
- Sony/ATV — Music Publishing

### Artistas
| - The Chain - Citadels - Clay - The Draytones - Hearts Under Fire | - Ivyrise (fundado en 4 días) - Millers Daughter (fundado) - Adam Parker - Sets - Some Velvet Morning (fundado) |

## Artistas
- Lista de actuales artistas de My Major Company

## Ejecutivos
- Simon Istolainen
- Michael Goldman
- Sevan Barsikian
- Anthony Marciano
- Boris Pavlovic

## My Major Company Books
El 27 de mayo de 2010, My Major Company comenzó una nueva empresa My Major Company Books estilizado como MMC Books) en asociación con la casa editorial XO éditions.